# جزر خشن الأوراق
جزر خشن الأوراق (الاسم العلمي:Daucus setifolius) هو نوع من النباتات يتبع جنس الجزر من الفصيلة الخيمية.